# القصار (خيران المحرق)

تعديل مصدري - تعديل

القصار هي إحدى قرى عزلة الدانعى بمديرية خيران المحرق التابعة لمحافظة حجة، بلغ تعداد سكانها 201 نسمة حسب تعداد اليمن لعام 2004.